# Aeroflot-Flug 6263
Der Aeroflot-Flug 6263 war ein Linienflug von Krasnodar nach Perm, auf dem eine Antonow An-24 am 21. Januar 1973 verunglückte.

## Verlauf
Die Antonow An-24 startete um 22:46 Uhr vom Flughafen Kasan mit Kurs auf Perm und stieg auf eine Höhe von 5.700 Meter. Um 23:54 Uhr forderte der Fluglotse die Piloten auf, auf 4.500 Meter zu sinken. Das war der letzte Funkkontakt mit der An-24. Kurz danach neigte sich das Flugzeug fast 90° nach rechts und ging in den Sturzflug über. In einer Höhe von 2.500 Metern brachen bei einer Geschwindigkeit von ca. 860 km/h die Tragflächen und das Heck ab. Die Trümmer stürzten 900 Meter nordwestlich des Dorfes Petuchowo auf den mit Schnee bedeckten Boden. Ein Passagier konnte schwer verletzt geborgen werden, starb aber auf dem Weg ins Krankenhaus. Somit überlebte keiner der 39 Insassen den Unfall.

## Unfallursache
Bei der Sichtung der Trümmer wurden an der Nasenverkleidung der An-24 olivgrüne Farbspuren, Löcher und schwarze Fasern gefunden, die auf einen Zusammenstoß in der Luft hindeuten. Es wird vermutet, dass die Antonow An-24 mit einer Radiosonde kollidierte, die die Querrudersteuerung zerstörte und die Piloten die Kontrolle verlieren ließ. Laut Angabe des Hydrometeorologischen Dienstes befand sich zum Unfallzeitpunkt aber keine Radiosonde in der Luft. Auch die Theorie eines Abschusses wurde in Betracht gezogen, konnte aber nicht bewiesen werden.

## Ähnliche Unfälle
Schon 1970 war eine andere An-24 mit einer Radiosonde kollidiert und verunglückt (siehe Aeroflot-Flug 1661).